# B'rov am hadrat melech
La frase ebraica b'rov am hadrat melech (in ebraico ברב עם הדרת מלך‎?, "nelle moltitudini è la glorificazione del re") (Libro dei Proverbi 14:28: Un popolo numeroso è la gloria del re) è un principio della Halakhah che raccomanda che i comandamenti – e le buone azioni – siano eseguiti nell'ambito di una più grande assemblea possibile, con l'intento di fornire maggiore onore e gloria a Dio.

## Bibbia ebraica
Proverbi 14:28 viene citato per indicare che è meglio, se possibile, svolgere liturgie e recitare benedizioni in un gruppo di persone.

## Esempi talmudici
Il Talmud fornisce molti esempi di applicazione pratica di questo principio. Un esempio è dato dalla Tosefta (Bavli.Berakhot 53a) che cita una situazione dove le persone sono riunite insieme e studiano in un'aula (Beth midrash), quando viene portata una candela  da usarsi nella preghiera di havdalah che si recita alla fine dello Shabbat. In tal caso, ogni singola persona può recitare la benedizione sul fuoco per conto suo, oppure la singola persona può recitare la benedizione e tutti gli altri ascoltano e rispondono Amen, assolvendo quindi l'obbligo di recitare la benedizione. Mentre la Scuola di Shammai proponeva che ognuno recitasse la sua propria benediazione, la Scuola di Hillel sosteneva che una persona dovesse recitare la benedizione a nome di tutti i presenti in adempimento del principio di b'rov am hadrat melech.  La Halakhah segue la seconda opinione - col supporto di Ayin Mishpat Ner Mitzvah che cita Maimonide.
Un altro esempio è il suono dello shofar (Bavli, Rosh Hashanah 22b). La Mishnah (Rosh Hashanah 4:8) impone che lo shofar sia suonato durante il servizio liturgico di preghiera musaf, e la Ghemara, apparentemente fornendo una spiegazione sul motivo per cui lo shofar non è soffiato nella precedente preghiera Shacharit, propone il fondamento logico della sua inclusione nel musaf affermando che è a causa del principio di b'rov am hadrat melech, dato che molte più persone sono in sinagoga quando la congregazione arriva al musaf. Questa logica viene però smentita, poiché la Ghemara continua a chiedere perché Hallel (quando la si recita) è inclusa nella preghiera Shacharit se b'rov am hadrat melech governa il modo in cui le aggiunte vengono integrate nelle preghiere.